# Supergăgăuții
Supergăgăuții (engleză Supernoobs) este un serial de animație canadian și produs de DHX Media (acum WildBrain) pentru Teletoon. Serialul este despre patru copii ce învață în școala gimnazială și se luptă în același timp cu niște viruși malefici. A început prima oară pe Cartoon Network în Regatul Unit și Irlanda pe 2 noiembrie 2015.
Pe 11 ianuarie 2018, DHX a anunțat că al doilea sezon o să fie difuzat pe canalul său Family Channel în loc de Teletoon. Al doilea sezon a fost preluat de Cartoon Network în jurul Europei, Orientul Mijlociu și Africa, și Hulu și YouTube în Statele Unite. Serialul s-a încheiat pe 7 februarie 2019.
Premiera în România a fost pe 8 februarie 2016 pe canalul Cartoon Network.

## Premis
Patru prieteni de doisprezece ani, Kevin, Tyler, Shope și Gândăcel, trebuie nu numai să treacă prin calvarul adus de școala lor canadiană din gimnaziu, dar de asemenea sunt recrutați accidental de o alianță intergalactică și le dă niște sfere extraterestre numite Mingi de bătălie pentru a ajuta la împiedicarea unui virus rău spațial să se împrăștie în toată galaxia. Dar când aceștia nu se luptă cu virusul ei au tendința să-și folosească puterile într-un mod iresponsabil ceea ce îi face uneori să-și piardă Mingile de bătălie, lucru care duce la dezastre uriașe.

## Personaje

### Supergăgăuții
- Tyler Bowman - Tyler e primul care se îndoiește de Mingile de bătălie și de misiunea sa de a salva Pământul. Știe mai bine decât ceilalți ce misiune grea îi așteaptă ca Supergăgăuți. În primul rând pentru că știe că „puterea înseamnă responsabilitate”, iar în al doilea, pentru că e singurul care citește benzi desenate și știe că viața super eroilor e o mare harababură.
- Kevin Reynolds - Kevin visa pe vremuri să devină o Ghiulea Umană, dar și-a pus visele în cui de când cu super-eroismul în care a fost catapultat. De fapt, Kevin e singurul din grup care se simte bine cu superputerile lui. Poate cam prea bine, mai ales că „responsabilitatea” nu e punctul forte al lui Kevin. E prea extrem.
- Jennifer Shope - Singura membră feminină din echipă, Shope e într-a opta, isteață foc și super logică. Își folosește logica și cunoștințele sale vaste despre știință pentru a înțelege lucruri cum ar fi incompetența ei crasă când vine vorba de sport sau modă. Pur și simplu creierul ei e programat pentru lucruri diferite, mult mai importante.
- Theodore Gândăcelescu (engleză: Theodore Roach), poreclit: Gândăcel (engleză: Roach) - Theodore e cu un an mai mic decât ceilalți Supergăgăuți și încă de la grădiniță i s-a dus vestea pentru aspectul lui neîngrijit. El e întruchiparea eroului pe care nimic nu-l poate atinge, ceea ce înseamnă că e perfect pentru o echipă de căutare și salvare.

### Alte personaje/Antrenorii Supergăgăuților
- Memnock - Memnock a fost încurajat să își ofere serviciile de către tatăl său, o figură de legendă al Alianței Benevolenței. I s-a părut o ocazie perfectă „să vadă Universul”.
- Zenblock - Zenblock e de departe cel mai puternic membru al echipajului și a promis să nu părăsească Pământul decât după ce poate face oameni din Supergăgăuți, ceea ce înseamnă 8 ani (când ei împlinesc 21).El este foarte supărat că este pe Pământ, deoarece nu-i place Pământul și de Supergăgăuți.Din această cauză, el nu poate fi simpatic.
- XR4TI - XR4TI este un monitor care se ocupă de Galacticus, nava lui Memnock și Zenblock și de Supergăgăuți. Are o voce feminină.

### Răufăcătorii
- Contele Venamus

## Puterile Supergăgăuților
- Tyler - Citirea gândurilor, 9 simțuri și teleportare
- Kevin - Transformarea în animale totale, parțiale sau 1/2
- Shope - Controlarea elementelor de pe Pământ ex. vânt, ploaie, fulgere, piatră, metal etc.
- Gândăcel - Poate zbura și poate mări pumnii

## Episoade
| Premiera originală | Premiera în România | N/o | Titlu român                                                 | Titlu englez                               |
| ------------------ | ------------------- | --- | ----------------------------------------------------------- | ------------------------------------------ |
|                    |                     |     |                                                             |                                            |
| SEZONUL 1          |                     |     |                                                             |                                            |
|                    |                     |     |                                                             |                                            |
| 07.12.2015         | 08.02.2016          | 01  | Șansa găgăuților                                            | A Noob Hope                                |
|                    |                     |     |                                                             |                                            |
| 07.12.2015         | 08.02.2016          | 02  | Găgăuții contraatacă                                        | The Noobs Strike Back                      |
|                    |                     |     |                                                             |                                            |
| 08.12.2015         | 09.02.2016          | 03  | Costume de supergăgăuți                                     | Super Noob Suits                           |
|                    |                     |     |                                                             |                                            |
| 08.12.2015         | 10.02.2016          | 04  | Găgăuți contra smoothiuri                                   | Noobies vs. Smoothies                      |
|                    |                     |     |                                                             |                                            |
| 09.12.2015         | 11.02.2016          | 05  | Găgăuți afară                                               | Go Noob Outside                            |
|                    |                     |     |                                                             |                                            |
| 09.12.2015         | 12.02.2016          | 06  | Găgăuță curbat                                              | Curb Your Noob                             |
|                    |                     |     |                                                             |                                            |
| 10.12.2015         | 15.02.2016          | 07  | Găgăuți noi în oraș                                         | Noob Kids on the Block                     |
|                    |                     |     |                                                             |                                            |
| 10.12.2015         | 16.02.2016          | 08  | Pe locuri, găgăuță, start                                   | Fourth Down and Noob to Go                 |
|                    |                     |     |                                                             |                                            |
| 11.12.2015         | 17.02.2016          | 09  | Cine, ce, unde și găgăuță                                   | Who, What, Where and Noob                  |
|                    |                     |     |                                                             |                                            |
| 11.12.2015         | 18.02.2016          | 10  | Găgăuț dansează                                             | Shake Your Noobie                          |
|                    |                     |     |                                                             |                                            |
| 14.12.2015         | 19.02.2016          | 11  | Unde nici un găgăuță n-a mai fost                           | Where No Noob Has Gone Before              |
|                    |                     |     |                                                             |                                            |
| 15.12.2015         | 22.02.2016          | 12  | Cum să-ți îngrijești găgăuțul                               | How to Care for Your Noob                  |
|                    |                     |     |                                                             |                                            |
| 16.12.2015         | 23.02.2016          | 13  | Găgăuții îl întâlnesc pe Contele Venamus                    | The Noobs Meet Count Venamus               |
|                    |                     |     |                                                             |                                            |
| 17.12.2015         | 24.02.2016          | 14  | Hei, unde-i găgăuțul meu?                                   | Dude, Where's My Noob?                     |
|                    |                     |     |                                                             |                                            |
| 18.12.2015         | 25.02.2016          | 15  | Tyrannosaurus Găgăuță                                       | Tyrannosaurus Noob                         |
|                    |                     |     |                                                             |                                            |
| 21.12.2015         | 26.02.2016          | 16  | Când găgăuții buni sunt răi                                 | When Good Noobs Go Bad                     |
|                    |                     |     |                                                             |                                            |
| 22.12.2015         | 29.02.2016          | 17  | Supertipi                                                   | Superdoobs!                                |
|                    |                     |     |                                                             |                                            |
| 23.12.2015         | 01.03.2016          | 18  | Licența găgăuților                                          | License to Noob                            |
|                    |                     |     |                                                             |                                            |
| 28.12.2015         | 02.03.2016          | 19  | Găgăuțăbot versus Venabot                                   | Noobot vs. Venabot                         |
|                    |                     |     |                                                             |                                            |
| 29.12.2015         | 03.03.2016          | 20  | Zuper găgăuții                                              | Zooper Noobs!                              |
|                    |                     |     |                                                             |                                            |
| 30.12.2015         | 25.04.2016          | 21  | Noul găgăuță din oraș                                       | Noob Kid in Town                           |
|                    |                     |     |                                                             |                                            |
| 04.01.2016         | 26.04.2016          | 22  | Părinți și profesori găgăuți                                | Parent Teacher Noobs                       |
|                    |                     |     |                                                             |                                            |
| 05.01.2016         | 27.04.2016          | 23  | Găgăuță sau pierzi                                          | Noob It or Lose It                         |
|                    |                     |     |                                                             |                                            |
| 06.01.2016         | 28.04.2016          | 24  | Dădace găgăuță                                              | Noobsitters                                |
|                    |                     |     |                                                             |                                            |
| 07.01.2016         | 29.04.2016          | 25  | Cum să-ți folosești găgăuțul                                | How to Use Your Noob                       |
|                    |                     |     |                                                             |                                            |
| 08.01.2016         | 04.05.2016          | 26  | Un găgăuț dezbinat nu poate fi găgăuț                       | A Noob Divided Cannot Noob!                |
|                    |                     |     |                                                             |                                            |
| 11.01.2016         | 02.05.2016          | 27  | Găgăuți supranaturali                                       | Super Natural Noobs                        |
|                    |                     |     |                                                             |                                            |
| 12.01.2016         | 05.05.2016          | 28  | Supercupa supergăgăuților                                   | The Supernoobs Super Cup                   |
|                    |                     |     |                                                             |                                            |
| 13.01.2016         | 05.09.2016          | 29  | Cum să găgăuțești sesiunea de comunicări științifice        | How to Noob the Science Fair               |
|                    |                     |     |                                                             |                                            |
| 14.01.2016         | 16.08.2016          | 30  | Găgăuță TV                                                  | Noob Tube                                  |
|                    |                     |     |                                                             |                                            |
| 15.01.2016         | 17.08.2016          | 31  | Chestiunea cu păsările albastre                             | The Noobie Bluebie Booby                   |
|                    |                     |     |                                                             |                                            |
| 04.08.2016         | 18.08.2016          | 32  | Găgăuți versus Terminadroid                                 | Noobs vs. the Earth-sterminator!           |
|                    |                     |     |                                                             |                                            |
| 04.08.2016         | 19.08.2016          | 33  | Ochelari de găgăuți                                         | Noob Coloured Glasses                      |
|                    |                     |     |                                                             |                                            |
| 04.08.2016         | 22.08.2016          | 34  | Să găgăuțească, Să găgăuțească, Să găgăuțească!             | Let It Noob, Let It Noob, Let It Noob!     |
|                    |                     |     |                                                             |                                            |
| 04.08.2016         | 23.08.2016          | 35  | La prins de găgăuț                                          | To Catch a Noob                            |
|                    |                     |     |                                                             |                                            |
| 11.08.2016         | 24.08.2016          | 36  | Cel mai găgăuțesc loc de pe Pământ                          | The Noobiest Place on Earth!               |
|                    |                     |     |                                                             |                                            |
| 11.08.2016         | 25.08.2016          | 37  | Contele Găgăuțus                                            | Count Noob-a-nus                           |
|                    |                     |     |                                                             |                                            |
| 11.08.2016         | 26.08.2016          | 38  | Te cunosc, găgăuță!                                         | I Know You Noob                            |
|                    |                     |     |                                                             |                                            |
| 11.08.2016         | 29.08.2016          | 39  | Supergăgăuții îl întâlnesc pe cel mai fantastic om din lume | The Supernoobs Meet Incredibly Amazing Man |
|                    |                     |     |                                                             |                                            |
| 27.10.2016         | 03.05.2016          | 40  | Găgăuț-oween fericit                                        | Happy Noob-o-ween                          |
|                    |                     |     |                                                             |                                            |
| 05.12.2016         | 30.08.2016          | 41  | Ascunzătoarea găgăuților                                    | The Noob Cave!                             |
|                    |                     |     |                                                             |                                            |
| 05.12.2016         | 31.08.2016          | 42  | A găgăuții sau a nu găgăuții                                | To Noob or not to Noob                     |
|                    |                     |     |                                                             |                                            |
| 06.12.2016         | 01.09.2016          | 43  | Invizibilul virus invizibil                                 | Noobie Mama                                |
|                    |                     |     |                                                             |                                            |
| 07.12.2016         | 02.09.2016          | 44  | Găgăuții mesei rotunde                                      | Noobs of the Round Table                   |
|                    |                     |     |                                                             |                                            |
| 08.12.2016         | 15.08.2016          | 45  | Cupa redux a Supergăgăuților                                | Super Noob Super Cup Redux                 |
|                    |                     |     |                                                             |                                            |
| 09.12.2016         | 06.09.2016          | 46  | Găgăuții contra Curmală                                     | The Noobs vs. Sour Persimmons              |
|                    |                     |     |                                                             |                                            |
| 23.01.2017         | 16.09.2016          | 47  | Găgăuți virali                                              | Noobs Go Viral                             |
|                    |                     |     |                                                             |                                            |
| 23.01.2017         | 22.09.2016          | 48  | Găgăuții versus Venamus 12                                  | Noobs vs. Venamus 12!                      |
|                    |                     |     |                                                             |                                            |
| 24.01.2017         | 07.09.2016          | 49  | Găgăuții martori oculari                                    | Eyewitness Noobs                           |
|                    |                     |     |                                                             |                                            |
| 25.01.2017         | 08.09.2016          | 50  | Un nou ordin mondial                                        | A Noob World Order                         |
|                    |                     |     |                                                             |                                            |
| 26.01.2017         | 20.09.2016          | 51  | Vinerea găgăuțească                                         | Nooby Friday                               |
|                    |                     |     |                                                             |                                            |
| 27.01.2017         | 21.09.2016          | 52  | Găgăuținitorii 2: Salvarea pământului                       | The Noobs-i-nators 2: Save the Earth!      |
|                    |                     |     |                                                             |                                            |
| SEZONUL 2          |                     |     |                                                             |                                            |
|                    |                     |     |                                                             |                                            |
|                    | 02.07.2018          | 53  | Operațiunea - Găgăuță                                       | Operation: Noob!                           |
|                    |                     |     |                                                             |                                            |
|                    | 02.07.2018          | 54  | Micro-găgăuți                                               | Micro Noobs!                               |
|                    |                     |     |                                                             |                                            |
|                    | 03.07.2018          | 55  | Alesul găgăuță                                              | The Chosen Noob                            |
|                    |                     |     |                                                             |                                            |
|                    | 03.07.2018          | 56  | Copil sau găgăuță?                                          | Dude Or Noob?                              |
|                    |                     |     |                                                             |                                            |
|                    | 04.07.2018          | 57  | Cenușereasa găgăuță                                         | Noob-a-rella                               |
|                    |                     |     |                                                             |                                            |
|                    | 04.07.2018          | 58  | Copiii găgăuți la școală                                    | The Noob Kids At School!                   |
|                    |                     |     |                                                             |                                            |
|                    | 05.07.2018          | 59  | Găgăuți în timp                                             | High Noob                                  |
|                    |                     |     |                                                             |                                            |
|                    | 05.07.2018          | 60  | Găgăuții în arenă                                           | Ring Around The Noob                       |
|                    |                     |     |                                                             |                                            |
|                    | 06.07.2018          | 61  | Furtuna găgăuților                                          | Noob Storm Rising!                         |
|                    |                     |     |                                                             |                                            |
|                    | 06.07.2018          | 62  | Găgăuțul lunii                                              | Noob Of The Month                          |
|                    |                     |     |                                                             |                                            |
|                    | 09.07.2018          | 63  | Supergăgăuții versus Superpantalonii                        | Supernoobs Vs. Supertights!                |
|                    |                     |     |                                                             |                                            |
|                    | 09.07.2018          | 64  | Petrecere la piscină cu găgăuți                             | Pool Party Noob                            |
|                    |                     |     |                                                             |                                            |
|                    | 10.07.2018          | 65  | Găgăuțul întunecat - legenda se ridică                      | The Dark Noob Rises                        |
|                    |                     |     |                                                             |                                            |
|                    | 10.07.2018          | 66  | Găgăuți subterani                                           | Noobs Down Under                           |
|                    |                     |     |                                                             |                                            |
|                    | 11.07.2018          | 67  | Mingile de luptă ale găgăuților                             | Noobs Battle Balls                         |
|                    |                     |     |                                                             |                                            |
|                    | 11.07.2018          | 68  | Capcana găgăuților                                          | The Noob Trap                              |
|                    |                     |     |                                                             |                                            |
|                    | 12.07.2018          | 69  | Mingile de luptă stricate ale găgăuților                    | All Mixed Up And Nowhere To Noob           |
|                    |                     |     |                                                             |                                            |
|                    | 12.07.2018          | 70  | Chemarea găgăuților                                         | Call Of Nooby                              |
|                    |                     |     |                                                             |                                            |
|                    | 13.07.2018          | 71  | Găgăuțul John B                                             | The Noob John B!                           |
|                    |                     |     |                                                             |                                            |
|                    | 13.07.2018          | 72  | Găgăuțul fugar                                              | Noob Most Wanted                           |
|                    |                     |     |                                                             |                                            |
|                    | 16.07.2018          | 73  | Găgăuțul și gogomanul                                       | Noob And Noober                            |
|                    |                     |     |                                                             |                                            |
|                    | 16.07.2018          | 74  | Cel mai bun prieten al găgăuților                           | A Noob's Best Friend                       |
|                    |                     |     |                                                             |                                            |
|                    | 17.07.2018          | 75  | Misterul găgăuților                                         | Noobie Noobie Boo!                         |
|                    |                     |     |                                                             |                                            |
|                    | 17.07.2018          | 76  | Mingile de luptă colorate                                   | If It Aint Broke, Don't Noob It!           |
|                    |                     |     |                                                             |                                            |
|                    | 18.07.2018          | 77  | Găgăuții faimoși                                            | One Noob Wonder                            |
|                    |                     |     |                                                             |                                            |
|                    | 18.07.2018          | 78  | Găgăuții în campanie                                        | Noob 4 Mayor!                              |
|                    |                     |     |                                                             |                                            |
|                    | 31.07.2018          | 79  | Găgăuții răciți                                             | Fluper Noobs                               |
|                    |                     |     |                                                             |                                            |
|                    | 19.07.2018          | 80  | Găgăuții cavernelor                                         | Cave Noobs!                                |
|                    |                     |     |                                                             |                                            |
|                    | 20.07.2018          | 81  | Raza laser a găgăuților                                     | Beam Me Up Nooby                           |
|                    |                     |     |                                                             |                                            |
|                    | 20.07.2018          | 82  | Găgăuții speriați                                           | Spooker Noobs!                             |
|                    |                     |     |                                                             |                                            |
|                    | 23.07.2018          | 83  | Găgăuții și misterul din junglă                             | Noob Raider                                |
|                    |                     |     |                                                             |                                            |
|                    | 23.07.2018          | 84  | Permisul găgăuților                                         | Get Your License Re-noobed!                |
|                    |                     |     |                                                             |                                            |
|                    | 24.07.2018          | 85  | 20 de mii de găgăuți dedesuptul mării                       | 20,000 Noobs Under The Sea                 |
|                    |                     |     |                                                             |                                            |
|                    | 24.07.2018          | 86  | Bunica găgăuță                                              | Noobing Down The House!                    |
|                    |                     |     |                                                             |                                            |
|                    | 25.07.2018          | 87  | Bunica găgăuță                                              | Grandma Noob                               |
|                    |                     |     |                                                             |                                            |
|                    | 25.07.2018          | 88  | Ziua liberă a găgăuților                                    | Noobs' Day Off                             |
|                    |                     |     |                                                             |                                            |
|                    | 26.07.2018          | 89  | Ultimii găgăuți de pe planetă                               | The Last Noobs On Earth                    |
|                    |                     |     |                                                             |                                            |
|                    | 26.07.2018          | 90  | Familia spațială Găgăuțescu                                 | Space Family Noobinson                     |
|                    |                     |     |                                                             |                                            |
|                    | 27.07.2018          | 91  | Găgăuții electrici                                          | Electric Avenoob                           |
|                    |                     |     |                                                             |                                            |
|                    | 27.07.2018          | 92  | Găgăuțul verde                                              | The Green Noob                             |
|                    |                     |     |                                                             |                                            |
|                    | 30.07.2018          | 93  | Găgăuții versus Tocilarul                                   | The Noobs Vs. The Bookworm                 |
|                    |                     |     |                                                             |                                            |
|                    | 30.07.2018          | 94  | Găgăuții și gardianul                                       | The Noob Watchmen                          |
|                    |                     |     |                                                             |                                            |
|                    | 19.07.2018          | 95  | Găgăuțul antic egiptean                                     | Noobankamun                                |
|                    |                     |     |                                                             |                                            |
|                    | 31.07.2018          | 96  | Pe vremea când eram găgăuți                                 | When We Were Noobs                         |
|                    |                     |     |                                                             |                                            |
|                    | 01.08.2018          | 97  | Mulți găgăuți pentru nimic                                  | Much Anoob About Nothing                   |
|                    |                     |     |                                                             |                                            |
|                    | 01.08.2018          | 98  | Liga dominatorilor                                          | The League Of Noob Doominators             |
|                    |                     |     |                                                             |                                            |
|                    | 02.08.2018          | 99  | Găgăuții vor doar să se distreze                            | Noobs Just Wanna Have Fun                  |
|                    |                     |     |                                                             |                                            |
|                    | 02.08.2018          | 100 | Gă-gă-u-ță                                                  | N-o-o-b Spells Noob                        |
|                    |                     |     |                                                             |                                            |
|                    | 03.08.2018          | 101 | Bunul, răul și găgăuțul                                     | The Good, The Bad And The Nooby            |
|                    |                     |     |                                                             |                                            |
|                    | 03.08.2018          | 102 | Găgăuții și dispariția                                      | Noob Dunnit!                               |
|                    |                     |     |                                                             |                                            |
|                    | 06.08.2018          | 103 | Mai găgăuț și mai bun                                       | Noob And Improved                          |
|                    |                     |     |                                                             |                                            |
|                    | 06.08.2018          | 104 | Pizza piramidă cu extra găgăuți                             | Pie-ramid Pizza With Extra Noob!           |
|                    |                     |     |                                                             |                                            |

## Legături externe
- Supergăgăuții la Internet Movie Database

1. ↑  „Transformation Page - Super Noobs”. CartoonNetwork.co.uk. Arhivat din original la 23 iunie 2019. Accesat în 17 octombrie 2016. Find out more about Super Noobs! Visit the official Cartoon Network Super Noobs Transformation page and find out more about Tyler, Kevin, Roach, Shope, the other Super Noobs characters and their battle costumes!
2. ↑  „Investors News - WildBrain”. Arhivat din original la 1 iunie 2019. Accesat în 11 ianuarie 2018.